# Худяков, Валерий Сергеевич
Валерий Сергеевич Худяков — советский хозяйственный, государственный и политический деятель.

## Биография
Родился в 1929 году в Нижней Туре. Член КПСС.
С 1953 года — на хозяйственной, общественной и политической работе. В 1953—2003 гг. — горный мастер, сменный инженер, начальник ПТО, начальник горного цеха в Калачевском СУ треста «Челябинскшахтстрой», главный инженер, начальник Камышинского СУ, 2-й, 1-й секретарь Копейского горкома КПСС, заместитель председателя Челябинского облисполкома по вопросам строительства, начальник Челябинского областного управления топливной промышленности, заместитель генерального директора ОАО «Челябоблтоппром».
Делегат XXIV съезда КПСС.
Умер в Копейске в 2008 году.